# Иван Русев (офицер)
Вижте пояснителната страница за други личности с името Иван Русев.
Иван Атанасов Русев е български офицер, генерал-майор от генералщабното ведомство и политик от Демократическия сговор. Той е един от организаторите на Деветоюнския преврат и вътрешен министър след него (1923 – 1926).
Иван Русев е народен представител в XXI (1923 – 1927), XXII (1927 – 1931), XXIII (1931 – 1934) и XXV (1940 – 1944) Обикновено Народно събрание.

## Биография
Иван Русев е роден на 15 ноември 1872 г. в Шумен. През 1892 г. завършва Военното на Негово Княжеско Височество училище, на 2 август е произведен в чин подпоручик и зачислен в 7-и пехотен преславски полк. На 2 август 1895 г. е произведен в чин поручик, през 1900 г. завършва Николаевската генералщабна академия и на 18 май с. г. е произведен в чин капитан. Служи в Оперативната секция на щаба на армията, на 18 май 1905 г. е произведен в чин майор, а от 1910 г. е подполковник. По време на военната си кариера служи в 14-и пехотен македонски полк. Последователно заема длъжностите началник на щаба на 2-ра бригада от 9-а пехотна плевенска дивизия, командир на дружина в 33-ти пехотен свищовски полк, началник на мобилизационни части и отделения и началник на Школата за запасни подпоручици.

### Балкански войни
През Балканската (1912 – 1913) и Междусъюзническата война (1913) е началник на щаба на 8-а пехотна тунджанска дивизия.
На 1 ноември 1913 г. е произведен в чин полковник и назначен за началник-щаб на 2-ра военноинспекционна област.
През Първата световна война (1915 – 1918) е началник-щаб на Втора българска армия (1914 – 1916), началник на 7-а пехотна рилска дивизия (1916 – 1917) и на 2-ра пехотна тракийска дивизия (1918), като на 30 май 1917 г. е произведен в чин генерал-майор. След демобилизацията, през 1918 г. се уволнява от армията.
На 23 юни 1920 е назначен за Главен директор на Трудова повинност, на която длъжност е до 20 май 1921 г. Активен член на Военния съюз и Народния сговор, Иван Русев е сред основните организатори на Деветоюнския преврат. След него той е вътрешен министър в двете правителства на Демократическия сговор, водени от Александър Цанков. Играе важна роля в пресичането на съпротивата на Българския земеделски народен съюз след преврата и в потушаването на Септемврийското въстание, както и в последвалите преследвания на комунисти. Критикува ВМРО заради монополизирането на Петричка област, а след 1928 г. подкрепя крилото на протогеровистите.
След разделянето на Демократическия сговор през 1932 година се включва в Народното социално движение на Цанков, но през 1934 година го напуска.
След Деветосептемврийския преврат през 1944 година Иван Русев е осъден на смърт за участието си в XXV обикновено народно събрание и е разстрелян на 1 февруари 1945 година в София. Присъдата е отменена с Решение №243 на Върховния съд от 1996 година.

## Военни звания
- Подпоручик (2 август 1892)
- Поручик (2 август 1895)
- Капитан (18 май 1900)
- Майор (18 май 1905)
- Подполковник (1910)
- Полковник (1 ноември 1913)
- Генерал-майор (30 юни 1917)

## Награди
- Военен орден „За храброст“ III и IV степен, 2-ри клас
- Царски орден „Свети Александър“ III степен с мечове по средата
- Народен орден „За военна заслуга“ II степен с военно отличие, IV степен с военна лента и V клас на обикновена лента
- Орден „За заслуга“на обикновена лента